# المؤتمر الدولي حول أفغانستان في لندن (2006)
تبنى مؤتمر لندن بشأن أفغانستان في عام 2006 اتفاق أفغانستان، وكان نتيجة مشاورات حكومة أفغانستان مع الأمم المتحدة والمجتمع الدولي ووضع إطار للتعاون الدولي مع أفغانستان على مدى السنوات الخمس التالية. ميثاق أفغانستان هو التزام سياسي للمشاركين وليس معاهدة قابلة للتنفيذ.

## المقدمة
في 31 يناير و1 فبراير 2006 ، شاركت 66 دولة و 15 منظمة دولية في مؤتمر لندن حول أفغانستان، الذي ترأسه رئيس الوزراء البريطاني توني بلير والرئيس الأفغاني حامد كرزاي والأمين العام كوفي أنان. قدمت حكومة أفغانستان لمحة عامة عن التطورات في البلاد واستراتيجياتها وأولوياتها وخططها للتنمية الاقتصادية والسياسية في السنوات الخمس التالية. وفي نهاية المؤتمر، اعتمد المندوبون "ميثاق أفغانستان"، وهو اتفاق سياسي بين المجتمع الدولي وحكومة أفغانستان.
تؤكد الاتفاقية التزام كل من الحكومة الأفغانية والمجتمع الدولي بالتعاون في تهيئة الظروف التي تسمح للشعب الأفغاني بالعيش بسلام وأمن في ظل سيادة القانون، مع حكومة قوية تحمي حقوق الإنسان وتدعم التنمية الإجتماعية والإقتصادية في البلاد.
جاء الاتفاق عقب الاختتام الرسمي لعملية بون، التي أطلقت عملية إعادة الإعمار في عام 2001 ووصلت إلى هدفها في الانتخابات البرلمانية والمحلية في عام 2005. هو بمثابة أساس للمرحلة التالية من إعادة الإعمار، والتي تتمثل في الاعتماد بقوة أكبر على مؤسسات الدولة. ووعدت الدول والمؤسسات المانحة بدعم هذه العملية بإجمالي 10.5 مليار دولار أمريكي.

## التدابير الفردية

### الهدف: زيادة الأمن
- من المقرر إنشاء جيش وطني أفغاني محترف ومتوازن عرقياً يضم ما يصل إلى 70.000 جندي ويعمل بكامل طاقته بحلول عام 2010.
- يتم تشكيل الشرطة لتوفير الأمن الموثوق به في البلاد وعلى الحدود.
- تقليص حقول الألغام القائمة بنسبة 70٪.
- نزع سلاح جميع المليشيات غير الشرعية بحلول عام 2007 على أبعد تقدير.

### الهدف: الحد من المخدرات
تزيد الحكومة الأفغانية من إجراءاتها للحد من المخدرات، بهدف الإنهاء التام لزراعة خشخاش الأفيون في أفغانستان وقطع إمدادات الأفيون الخام من أفغانستان لعرقلة إنتاج الهيروين والاتجار به.

### الهدف: التنفيذ الفعال
- سيتم تقليص عدد الموظفين الحكوميين لتوفير إدارة عامة فعالة.
- تهدف خطة العمل الوطنية للمرأة في أفغانستان إلى زيادة فرص المرأة في العمل في الحكومة والخدمة العامة.

### الهدف: التنمية الاقتصادية والاجتماعية
- من المقرر مضاعفة عائدات الحكومة إلى ما يقرب من 8 ٪ من الناتج المحلي الإجمالي بحلول عام 2010.
- سيتم تزويد 66٪ من المنازل في المناطق الحضرية الكبرى و 25٪ في المناطق الريفية بالكهرباء.
- 50٪ من الأسر في العاصمة كابول و30٪ من الأسر في المناطق الحضرية الكبرى الأخرى ستحصل على المياه المنقولة بالأنابيب.
- يجب أن يلتحق ما لا يقل عن 60٪ من الفتيات وما لا يقل عن 75٪ من الأولاد في المدارس الابتدائية.
- يجب أن يحصل 90٪ على الأقل من السكان على الخدمات الصحية الأساسية.
- نسبة الأشخاص الذين يعيشون على أقل من دولار أمريكي واحد في اليوم ستنخفض بنسبة 3٪ كل عام.
- يجب تخفيض نسبة الأشخاص الذين يعانون من الجوع بنسبة 5٪ كل عام.

### المراقبة
يضمن مجلس التنسيق والمراقبة المشترك، الذي يرأسه مسؤول أفغاني كبير والممثل الخاص للأمين العام للأمم المتحدة لأفغانستان، تنفيذ ورصد خطوات هذه الخطة الخمسية.

## الدول المشاركة
- أفغانستان (رئيس مشارك)
- أستراليا
- النمسا
- البحرين
- بلجيكا
- البرازيل
- بروناي
- بلغاريا
- كندا
- الصين
- جمهورية التشيك
- الدنمارك
- مصر
- فنلندا
- فرنسا
- ألمانيا
- اليونان
- هنغاريا
- أيسلندا
- الهند
- إيران
- إيطاليا
- اليابان
- الأردن
- كازاخستان
- الكويت
- قيرغيزستان
- ليتوانيا
- لوكسمبورغ
- ماليزيا
- هولندا
- نيوزيلندا
- النرويج
- باكستان
- بولندا
- البرتغال
- دولة قطر
- رومانيا
- روسيا
- المملكة العربية السعودية
- كوريا الجنوبية
- إسبانيا
- السويد
- سويسرا
- طاجيكستان
- تركيا
- تركمانستان
- الإمارات العربية المتحدة
- المملكة المتحدة (رئيس مشارك)
- الولايات المتحدة
- أوزبكستان

## المنظمات المشاركة
- مؤسسة آغا خان
- بنك التنمية الآسيوي
- المفوضية الاوروبية
- الإتحاد الأوربي
- البنك الاسلامي للتنمية
- صندوق النقد الدولي
- منظمة حلف شمال الأطلسي
- منظمة المؤتمر الإسلامي
- الأمم المتحدة (رئيس مشارك)
- البنك الدولي

## المراقبون
- الأرجنتين
- تشيلي
- كرواتيا
- قبرص
- إستونيا
- أيرلندا
- لاتفيا
- مقدونيا
- مالطا
- سلطنة عمان
- منظمة الأمن والتعاون في أوروبا
- سنغافورة
- سلوفاكيا
- سلوفينيا

## روابط خارجية
- ميثاق أفغانستان